# Centaurea kunkelii
Centaurea kunkelii là một loài thực vật có hoa trong họ Cúc. Loài này được N.Garcia mô tả khoa học đầu tiên năm 1998.